# Liste des sites Ramsar au Pakistan
Cet article recense les zones humides du Pakistan concernées par la convention de Ramsar.

## Statistiques
La convention de Ramsar est entrée en vigueur au Pakistan le 23 novembre 1976.
En janvier 2020, le pays compte 19 sites Ramsar, couvrant une superficie de 13 438,07 km2.

## Liste
| Site                                              | Province            | Notes | Date            | Superficie (km²) | Altitude (m) | Identifiant Ramsar | Identifiant WDPA | Coordonnées                       | Photo |
| ------------------------------------------------- | ------------------- | ----- | --------------- | ---------------- | ------------ | ------------------ | ---------------- | --------------------------------- | ----- |
| Réserve faunique Thanedar Wala (en)               | Khyber Pakhtunkhwa  |       | 23 juillet 1976 | 40,47            | 303          | 97                 | 22448            | 32° 37′ 01″ nord, 71° 04′ 59″ est |       |
| Barrage de Tanda (en)                             | Khyber Pakhtunkhwa  |       | 23 juillet 1976 | 4,05             | 528          | 98                 | 6833             | 33° 34′ 59″ nord, 71° 22′ 01″ est |       |
| Lac Kinjhar (en)                                  | Sind                |       | 23 juillet 1976 | 134,68           | 70           | 99                 | 21048            | 24° 55′ 59″ nord, 68° 03′ 00″ est |       |
| Lac Drigh (en)                                    | Sind                |       | 23 juillet 1976 | 1,64             | 50           | 100                | 17717            | 27° 34′ 01″ nord, 68° 06′ 00″ est |       |
| Lac Haleji (en)                                   | Sind                |       | 23 juillet 1976 | 17,04            | 60           | 101                | 17718            | 24° 46′ 59″ nord, 67° 46′ 01″ est |       |
| Barrage de Chashma                                | Pendjab             |       | 22 mars 1996    | 340,99           | 225          | 816                | 143009           | 32° 25′ 01″ nord, 71° 22′ 01″ est |       |
| Barrage de Taunsa (en)                            | Pendjab             |       | 22 mars 1996    | 67,56            | 139          | 817                | 143010           | 30° 42′ 00″ nord, 70° 49′ 59″ est |       |
| Complexe d'Ucchali (en)                           | Pendjab             |       | 22 mars 1996    | 12,43            | 700 - 978    | 818                | 143011           | 32° 37′ 01″ nord, 72° 00′ 00″ est |       |
| Île Astola (en)                                   | Baloutchistan       |       | 10 mai 2001     | 50,00            | 0 - 200      | 1063               | 900605           | 25° 07′ 01″ nord, 63° 52′ 01″ est |       |
| Barrage de Hub (en)                               | Sind, Baloutchistan |       | 10 mai 2001     | 270,00           | 150          | 1064               | 900606           | 25° 15′ 00″ nord, 67° 07′ 01″ est |       |
| Réserve du dauphin de l'Indus (en)                | Sind                |       | 10 mai 2001     | 1 250,00         | 80           | 1065               | 900608           | 28° 01′ 01″ nord, 69° 15′ 00″ est |       |
| Zone humide côtière de Jiwani (en)                | Baloutchistan       |       | 10 mai 2001     | 46,00            | 0            | 1066               | 900604           | 25° 04′ 59″ nord, 61° 48′ 00″ est |       |
| Lagune de Jubho (en)                              | Sind                |       | 10 mai 2001     | 7,06             | 50           | 1067               | 900601           | 24° 19′ 59″ nord, 68° 40′ 01″ est |       |
| Miani Hor (en)                                    | Baloutchistan       |       | 10 mai 2001     | 550,00           | 0            | 1068               | 900607           | 25° 24′ nord, 66° 06′ est         |       |
| Lagune de Nurri                                   | Sind                |       | 10 mai 2001     | 25,40            | 50           | 1069               | 900603           | 24° 30′ 00″ nord, 68° 46′ 59″ est |       |
| Plages à tortues d'Ormara (en)                    | Baloutchistan       |       | 10 mai 2001     | 24,00            | 0            | 1070               | 900602           | 25° 13′ 01″ nord, 64° 28′ 01″ est |       |
| Complexe de zones humides désertiques Deh Akro-II | Sind                |       | 5 novembre 2002 | 205,00           | 50           | 1283               | 901214           | 26° 49′ 59″ nord, 68° 19′ 59″ est |       |
| Delta de l'Indus (en)                             | Sind                |       | 5 novembre 2002 | 4 728,00         | 0            | 1284               | 901215           | 24° 06′ nord, 67° 42′ est         |       |
| Rann de Kutch                                     | Sind                |       | 5 novembre 2002 | 5 663,75         | 10           | 1285               | 901216           | 24° 22′ 59″ nord, 70° 04′ 59″ est |       |